# Katz (Unternehmen)

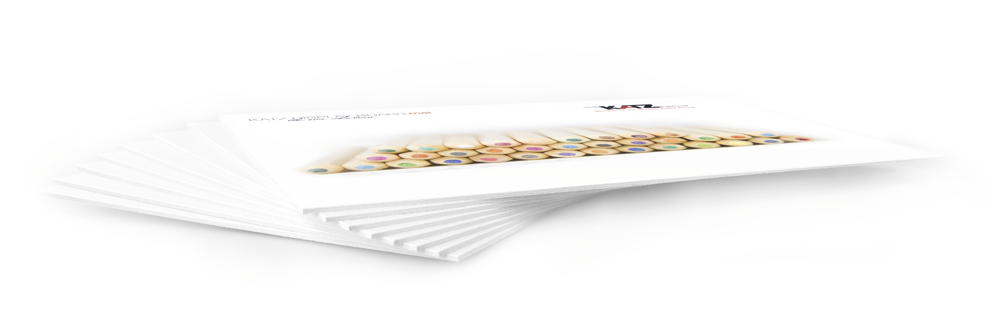
Katz Display Boards

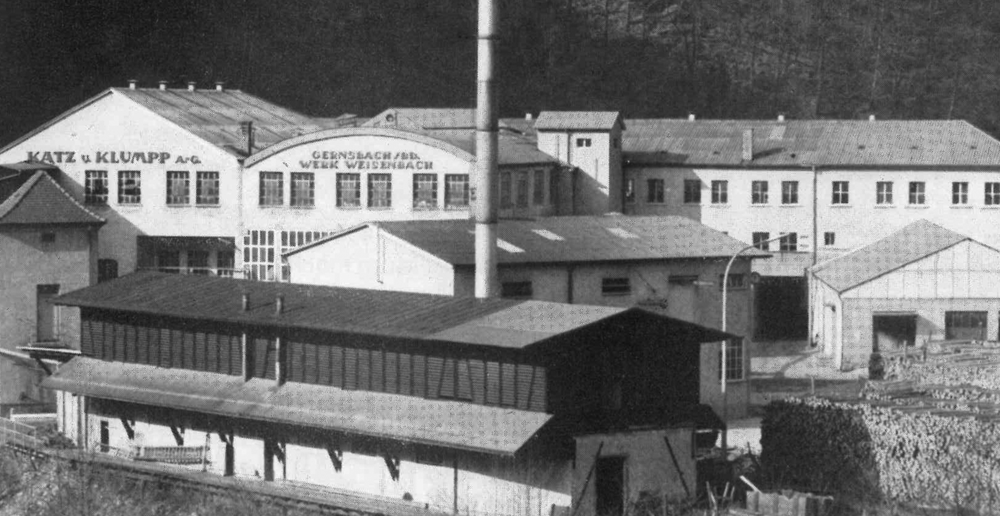
Katz-Werke

Die Katz GmbH & Co. KG ist ein Hersteller von Holzschliffpappe, die in erster Linie zu Bierdeckeln (Bierglasuntersetzern, Biertellern, Coaster) verarbeitet wird. Der Stammsitz des Unternehmens befindet sich in Weisenbach (Baden-Württemberg). Seit dem 1. Oktober 2009 ist The KATZ Group ein Unternehmen der Papierfabrik August Koehler SE in Oberkirch.

## Produkte
Katz gilt als Weltmarktführer für Bierdeckel. Die Gruppe hat außer dem Produktionsstandort in Weisenbach zwei Produktions- und Vertriebsstätten in den USA (Buffalo, Johnson City). Das Unternehmen produziert im Jahr rund drei Milliarden Glasuntersetzer sowie 23.000 Tonnen Holzschliffpappe. Aus der Historie des Bierdeckels heraus sind die Brauereien als Schlüsselkunden erwachsen. Sie können die Bierglasuntersetzer für ihre Gastronomiekunden direkt bei Katz mit ihrem Logo oder anderen Werbebotschaften bedrucken lassen.
Holzschliffpappe findet Verwendung in der Industrie (Automobilausstattung, Trittschalldämmung), aber auch zur Verkaufsförderung im Einzelhandel (Point of Sale-Materialien), sowie in der Verpackungsindustrie für trockene Lebensmittel wie z. B. Kuchen, Kekse, Teigwaren.
Aufgrund Lebensmittelunbedenklichkeit, Umweltfreundlichkeit, geringem Gewicht, ISEGA-Zertifizierung und guter Bedruckbarkeit des Werkstoffes konnte Katz weitere Einsatzmöglichkeiten entwickeln, wie Displays, Dekorationsmaterialien, Türhänger, Postkarten, Kalender, Lufterfrischer, und Spiele.
Insgesamt beschäftigt das Unternehmen weltweit 255 Mitarbeiter, 157 davon am Stammsitz in Weisenbach.

## Geschichte
Die Wurzeln des Unternehmens reichen zurück bis ins Jahr 1716, als Johann Georg Katz im badischen Weisenbach ein Sägewerk errichtete, in dem später Telegrafenmasten und Eisenbahnschwellen hergestellt wurden. 1892 erfand in Dresden Robert Sputh den Faserguss-Untersetzer. Casimir Otto Katz griff diese Idee auf, um im Badischen seine Holzabfälle aus der eigenen Produktion einer sinnvollen Verwendung zuzuführen. 1903 etablierte er die Produktlinie Faserguss-Untersetzer – der erste Bierdeckel heutigen Formats war geboren.
Schon 1930 wurde die erste automatische Bierdeckeldruckmaschine entwickelt mit einer Kapazität von 30.000 Stück pro Tag. 1969 kam die nächste Erfindung zum Einsatz: Eine Bierdeckeldruck- und Stanzmaschine. Diese Innovation erlaubte das kombinierte Drucken und Ausstanzen der Bierdeckel mit einer Kapazität von einer Million Stück pro Tag. 1975 erfolgte im Katz-Werk die Umstellung von Hochdruck auf Offsetdruck, regelmäßige Investitionen sorgten dafür, dass die großtechnischen Stanzanlagen und vollautomatischen Verpackungslinien stets auf dem neuesten Stand waren.
1978 wurde Katz International Coasters von der Unternehmensgruppe Pfleiderer erworben. 2001 entstand durch die Übernahme der Niederlassungen in Quarmby/Großbritannien und Waterlomat in Belgien eine internationale Unternehmensgruppe, die man in 2006 durch die Eingliederung der Firma Kurprinz in Großschirma/Sachsen noch erweiterte. Der sinkende Bierkonsum und die Folgen der Finanz- und Wirtschaftskrise führten im April 2009 dazu, dass die Katz Gruppe Insolvenz anmelden musste. Bereits im September 2009 übernahm ein weiterer Weltmarktführer das Unternehmen: die Papierfabrik August Koehler AG aus dem nahe gelegenen Oberkirch im Renchtal. Der Holzschliffpappe-Produzent und Bierdeckelhersteller wurde als eigenständige Organisation in die Koehler-Gruppe integriert, die Firma Kurprinz in Großschirma wurde Mitte 2011 geschlossen. Bereits 2010 wurden am Standort Weisenbach 31 neue Mitarbeiter eingestellt, der Mutter-Konzern gab mehrere Millionen Euro für Investitionsmaßnahmen frei.